# Leptobatopsis mesominiata
Leptobatopsis mesominiata là một loài tò vò trong họ Ichneumonidae.